# کارزار بین‌المللی برای نابودی سلاح‌های هسته‌ای
کارزار بین‌المللی برای نابودی سلاح‌های هسته‌ای (انگلیسی: International Campaign to Abolish Nuclear Weapons) به اختصار آیکان یک ائتلاف جهانی است که برای پیروی و اجرای کامل پیمان منع جنگ‌افزار هسته‌ای تلاش می‌کند.

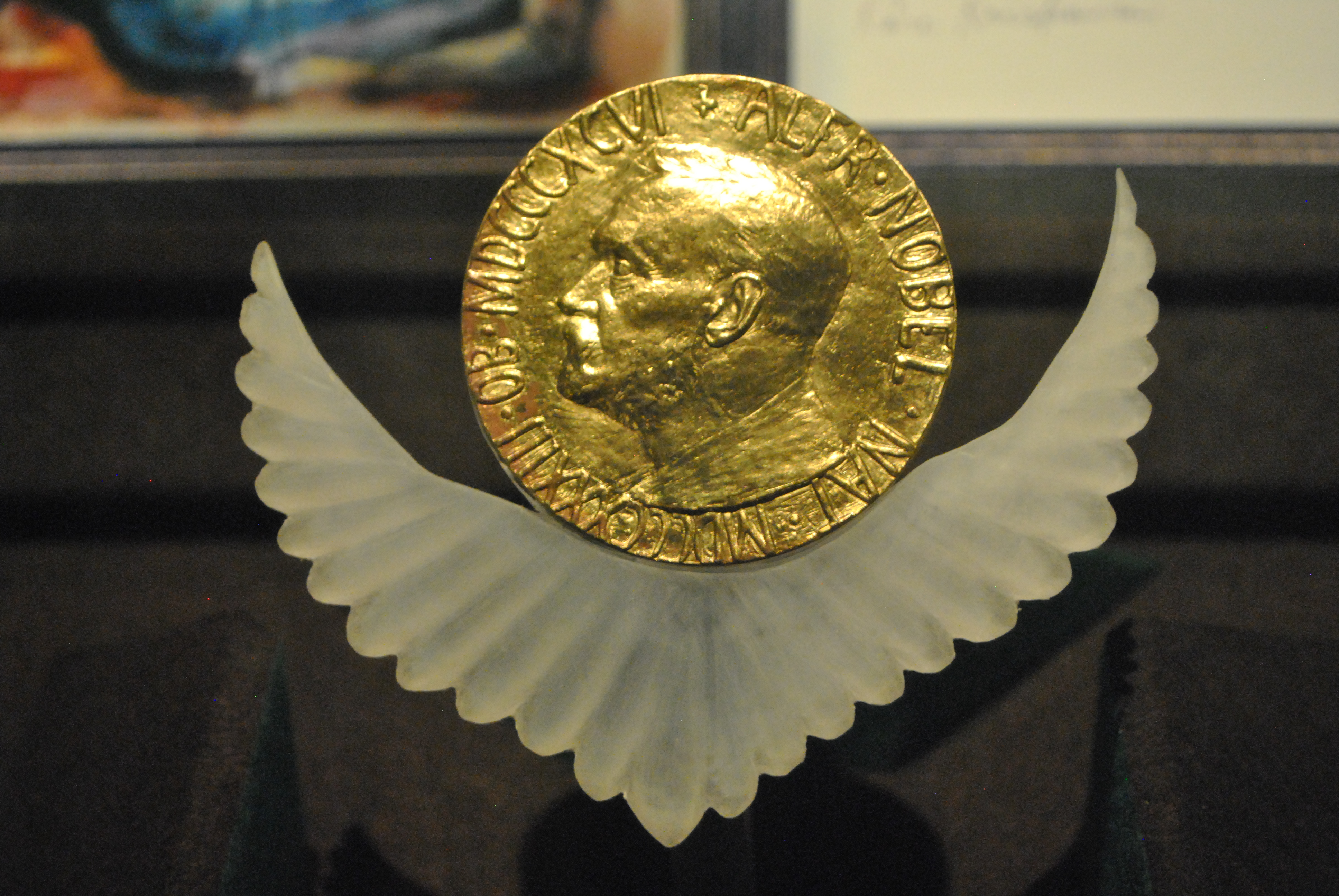
جایزه صلح نوبل
۲۰۱۷

این کمپین بین‌المللی شامل بیش از ۴۶۰ عضو از بین از ۱۰۰ کشور جهان است و در سال ۲۰۰۷ میلادی تأسیس شده‌است و با وجود جوان بودن کمپین (۱۰ سال)، به خاطر تلاشهای نوآورانه برندهٔ جایزه صلح نوبل سال ۲۰۱۷ میلادی شده‌است.